# Busted!
Busted! (en hangul, 범인은 바로 너!; RR: Beomineun baro neo), es un espectáculo de variedades de Corea del Sur que ha sido estrenado el 4 de mayo del 2018 a través de Netflix.
El 16 de diciembre de 2020 se anunció que la serie tendría una tercera y última temporada, la cual sería estrenada el 22 de enero de 2021.

## Sinopsis
El programa se centra en un grupo de siete famosos quienes se convierten en detectives para resolver una serie de misteriosos crímenes ficticios y tareas a través de diferentes ubicaciones.

## Miembros

### Miembros actuales[9]
| Artista        | Ocupación        | Personaje           | Puesto                       | Episodios                                     | Duración                                      |
| -------------- | ---------------- | ------------------- | ---------------------------- | --------------------------------------------- | --------------------------------------------- |
| Yoo Jae-suk    | Presentador      | Mister Yoo          | Detective                    | 28                                            | 2018-presente                                 |
| Park Min-young | Actriz           | Miss Park Min-young | Detective                    | 28                                            | 2018-presente                                 |
| Lee Seung-gi   | Actor y cantante | -                   | Detective / Asesino en Serie | 15                                            | 2019-presente                                 |
| Sehun          | Cantante         | Sehun               | Detective / Coreógrafo       | 28                                            | 2018-presente                                 |
| Kim Jong-min   | Comediante       | Kim Jong-min        | Detective / Mensajero        | 28                                            | 2018-presente                                 |
| Lee Kwang-soo  | Actor            | -                   | Detective (traidor)          | 1 - 10 (miembro) 11 (invitado)1 - 8 (miembro) | 2018, 2021-presente (miembro) 2019 (invitado) |
| Kim Se-jeong   | Cantante         | Kim Se-jeong        | Detective / Estudiante       | 27                                            | 2018-presente                                 |

### Miembros recurrentes
| Nombre         | Personaje    | Puesto                                                           | No. de Episodios | Episodios donde apareció       | Duración   |
| -------------- | ------------ | ---------------------------------------------------------------- | ---------------- | ------------------------------ | ---------- |
| Ahn Nae-sang   | K            | Jefe del Grupo de Detectives                                     | 8                | 2-7, 9-10 / 1                  | 2018, 2019 |
| Yoon Jong-hoon | -            | Investigador de la Oficina de Policía del Distrito de Seúl       | 5                | 1, 4, 6, 9, 10                 | 2019       |
| Kim Min-jae    | -            | Sargento / Miembro de la Oficina de Policía del Distrito de Seúl | 4                | 1, 5, 7, 10                    | 2019       |
| Tae Hang-ho    | -            | Dueño de la tienda (2019) / hermano de Tae Hang-ho (2021)        | 5                | 2, 3, 5, 7, 10; 1, 2, 4, 5, 10 | 2019, 2021 |
| Stephanie Lee  | Lee Jeong-ah | Investigador de la Oficina de Policía del Distrito de Seúl       | 3                | 2, 4, 8                        | 2019       |
| Im Won-hee     | -            | Investigador de la Oficina de Policía del Distrito de Seúl       | 2                | 1, 10                          | 2019       |
| Ko Kyu-pil     | -            | -                                                                | 3                | 2-3, 6                         | 2021       |
| Hwang Bo-ra    |              |                                                                  | 3                | 2, 3, 6                        | 2021       |

### Antiguos miembros principales
| Artista      | Ocupación | Personaje  | Puesto               | Episodios | Duración  |
| ------------ | --------- | ---------- | -------------------- | --------- | --------- |
| Ahn Jae-wook | Actor     | Agente Ahn | Detective / exagente | 20        | 2018-2019 |

### Antiguos miembros recurrentes
| Nombre        | Personaje             | Puesto                                                            | N.º de episodios | Episodios donde apareció | Duración   |
| ------------- | --------------------- | ----------------------------------------------------------------- | ---------------- | ------------------------ | ---------- |
| Yoo Yeon-seok | Yoo Yeon-seok         | ex-Detective                                                      | 4                | 1-2, 8-9                 | 2018       |
| Kangnam       | Kangbuk               | Empleado en la Compañía de Catering Empleado del Salón de Karaoke | 3                | 1, 4, 6                  | 2018       |
| Kim Jung-tae  | C (alias "Crazylove") | Científico                                                        | 3                | 1, 10 / 2                | 2018, 2019 |

### Artistas invitados
| Nombre                                           | Personaje                  | Puesto                                                         | No. de Episodios | Episodio(s) donde apareció | Duración   |
| ------------------------------------------------ | -------------------------- | -------------------------------------------------------------- | ---------------- | -------------------------- | ---------- |
| Oh Man-seok                                      | -                          | -                                                              | 1                | 6                          | 2021       |
| Song Ji-hyo                                      | -                          | -                                                              | -                | -                          | 2021       |
| Ahn Bo-hyun                                      | -                          | -                                                              | -                | -                          | 2021       |
| Jo Byung-gyu                                     | -                          | -                                                              | -                | -                          | 2021       |
| Rowoon                                           | -                          | -                                                              | -                | -                          | 2021       |
| Pyo Ye-jin                                       | -                          | -                                                              | -                | -                          | 2021       |
| Kim Hye-yoon                                     | -                          | -                                                              | -                | -                          | 2021       |
| Chamana del pueblo Guiyi, madre de Stephanie Lee |                            |                                                                | 2                | 6; 2                       | 2019, 2021 |
| Kang Hong-seok                                   | -                          | -                                                              | 1                | 6                          | 2021       |
| Kim Bo-ra                                        | -                          | -                                                              | 1                | 4                          | 2021       |
| Jo Se-ho                                         | -                          | -                                                              | -                | -                          | 2021       |
| Yoo Byung-jae                                    | -                          | -                                                              | -                | -                          | 2021       |
| Ha Sung-woon                                     | -                          | -                                                              | -                | -                          | 2021       |
| Kim Jun-Myeon                                    | Kim Suho                   | -                                                              | -                | -                          | 2021       |
| Im Soo-hyang                                     | -                          | -                                                              | -                | -                          | 2021       |
| Ahn Il-gwon                                      | -                          | -                                                              | 2                | 3, 10                      | 2019       |
| Kim Hwan (김환)                                  | -                          | -                                                              | 2                | 4, 8                       | 2019       |
| Kim Min-ju                                       | -                          | -                                                              | 1                | 8                          | 2019       |
| Hitomi Honda                                     | -                          | -                                                              | 1                | 8                          | 2019       |
| Yoon Bo-ra                                       | -                          | -                                                              | 1                | 7                          | 2019       |
| Kim Ji-hoon                                      | -                          | -                                                              | 1                | 7                          | 2019       |
| In Gyo-jin                                       | -                          | -                                                              | 1                | 7                          | 2019       |
| Byun Jung-soo                                    | -                          | -                                                              | 1                | 7                          | 2019       |
| Kim Yeong-ran                                    |                            | Madre de Hye-won                                               | 1                | 6                          | 2019       |
| Lee Yong-nyeo                                    | -                          | -                                                              | 1                | 6                          | 2019       |
| Kim Dong-jun                                     | -                          | -                                                              | 1                | 5                          | 2019       |
| Min Sung-Wook (민성욱)                           | -                          | -                                                              | 1                | 5                          | 2019       |
| Jung Jin-young                                   | -                          | -                                                              | 1                | 4                          | 2019       |
| Park Kyung                                       | -                          | -                                                              | 1                | 4                          | 2019       |
| Shin Ah-young                                    | -                          | -                                                              | 1                | 4                          | 2019       |
| Hani                                             | -                          | -                                                              | 1                | 4                          | 2019       |
| Jin Se-yeon                                      | -                          | -                                                              | 1                | 3                          | 2019       |
| Yook Sung-jae                                    | -                          | -                                                              | 1                | 3                          | 2019       |
| Park Jin-joo                                     | -                          | -                                                              | 1                | 2                          | 2019       |
| Lee You-jin                                      | -                          | -                                                              | 1                | 2                          | 2019       |
| Jung Jae-hyung                                   | Det. Jung Jae-hyung        | Líder del "Genius Detective Team"                              | 3                | 6; 2, 4                    | 2018, 2019 |
| Shin Jae-pyung                                   | Det. Shin Jae-pyung        | Miembro del "Genius Detective Team"                            | 2                | 6; 4                       | 2018, 2019 |
| Lee Jang-won                                     | Det. Lee Jang-won          | Miembro del "Genius Detective Team"                            | 2                | 6; 4                       | 2018, 2019 |
| John Park                                        | Det. John Park             | Miembro del "Genius Detective Team"                            | 2                | 6; 4                       | 2018, 2019 |
| Lee Juck                                         | Det. Lee Juck              | Miembro del "Genius Detective Team"                            | 2                | 6; 4                       | 2018, 2019 |
| Yoon Hyung-bin                                   | -                          | -                                                              | 1                | 10                         | 2018       |
| Cha Yu-ram                                       | -                          | -                                                              | 1                | 10                         | 2018       |
| Lee Jae-young                                    | Lee Jae-young              | Tripulación del Tren                                           | 2                | 1, 9                       | 2018       |
| Jeong Jun-ha                                     | Jeong Jun-ha               | Bloguero                                                       | 1                | 9                          | 2018       |
| Kang Sung-jin                                    | Kang Sung-jin              | 1.er. Sujeto de Prueba del Proyecto D                          | 1                | 9                          | 2018       |
| Jang Gwang                                       | Jang Gwang                 | Amigo de K                                                     | 1                | 8                          | 2018       |
| Kriesha Chu                                      | Kriesha                    | Nieta de Gwang                                                 | 1                | 8                          | 2018       |
| Seo In-a                                         | Seo In-a                   | Cantante                                                       | 1                | 8                          | 2018       |
| Ahn Il-kwon                                      | Ahn Il-kwon                | CEO de la Agencia                                              | 1                | 8                          | 2018       |
| Lee Moon-jae                                     | "Crazy Piano"              | Compositor                                                     | 1                | 8                          | 2018       |
| Yoon Sung-ho                                     | Ppak-gu                    | Ladrón                                                         | 1                | 8                          | 2018       |
| Kim Beom-joon                                    | -                          | -                                                              | 1                | 8                          | 2018       |
| Shin So-i                                        | -                          | -                                                              | 1                | 8                          | 2018       |
| Choi Hyun-woo                                    | Mr. Charming Choi Hyun-woo | Mago / Víctima Aprendiz de Mr. Charming                        | 1                | 7                          | 2018       |
| Shin Hye-jeong                                   | Shin Hye-jeong             | Miembro del Equipo de Utilería y Magia / Novia de Mr. Charming | 1                | 7                          | 2018       |
| Jung Hye-sung                                    | Jung Hye-sung              | Actriz / Novia de Mr. Charming y Hyun-woo                      | 1                | 7                          | 2018       |
| Joshua Seth                                      | Joshua Seth                | Hipnotizador                                                   | 1                | 7                          | 2018       |
| Min Ji-young                                     | Min Ji-young               | Curadora de Exposiciones de Arte                               | 1                | 6                          | 2018       |
| Wendy                                            | Wendy                      | Miembro del "Genius Detective Team"                            | 1                | 6                          | 2018       |
| Choi Young-wan                                   | Choi Young-wan             | Curadora de Exposiciones de Arte                               | 1                | 6                          | 2018       |
| Park Hae-jin                                     | Park Hae-jin               | Doctor del Pueblo / Vampiro                                    | 1                | 5                          | 2018       |
| Lee Won-jong                                     | Lee Won-jong               | Jefe del Pueblo                                                | 1                | 5                          | 2018       |
| Kim Shin-young                                   | -                          | Chamán del Pueblo                                              | 1                | 5                          | 2018       |
| Nam Chang-hee                                    | Nam Chang-hee              | Ladrón / Informante de Jae-wook                                | 1                | 5                          | 2018       |
| Seo Kang-joon                                    | Seo Kang-joon              | Estudiante / ex-Mejor Amigo de Yoon-ha                         | 1                | 4                          | 2018       |
| Gong Myung                                       | Gong Myung                 | Estudiante / Amigo de la Infancia de Yoon-ha                   | 1                | 4                          | 2018       |
| Lee Tae-hwan                                     | Lee Tae-hwan               | Estudiante / Compañero de Clases de Yoon-ha                    | 1                | 4                          | 2018       |
| Kang Tae-oh                                      | Kang Tae-oh                | Estudiante / ex-Novio de Yoon-ha                               | 1                | 4                          | 2018       |
| Yoo-il                                           | Yoo-il                     | Estudiante / Compañero de Baile de Yoon-ha                     | 1                | 4                          | 2018       |
| Lee Eun-hyung                                    | Lee Eun-hyung              | Dueña de la Tienda / Esposa de Jae-jun                         | 1                | 4                          | 2018       |
| Kang Jae-jun                                     | Kang Jae-jun               | Dueño de la Tienda / Esposo de Eun-hyung                       | 1                | 4                          | 2018       |
| Lee Chang-min                                    | Lee Chang-min              | Cantante                                                       | 1                | 3                          | 2018       |
| Lee Ki-woo                                       | Lee Ki-woo                 | Chef                                                           | 1                | 3                          | 2018       |
| Lee Tae-kyung                                    | Lee Myung-hoon             | Famoso, "El Príncipe de Asia"                                  | 1                | 3                          | 2018       |
| Jo Yoon-ho                                       | Jo Yoon-ho                 | Dueño del Restaurante de Sashimi                               | 1                | 3                          | 2018       |
| Lee Gook-joo                                     | -                          | Conocida de Kwan-soo                                           | 1                | 3                          | 2018       |
| Choi Min-jae                                     | -                          | -                                                              | 1                | 3                          | 2018       |
| Moon Kyu-park                                    | -                          | -                                                              | 1                | 3                          | 2018       |
| Hong Jong-hyun                                   | Hong Jong-hyun             | Miembro de un Club Misterioso                                  | 1                | 2                          | 2018       |
| Kim So-ro                                        | Joo Su-ro                  | Reportero Local del "Tamla Daily News"                         | 1                | 2                          | 2018       |
| Woo Hyun                                         | Mr. Woo Hyun               | Director del Museo                                             | 1                | 2                          | 2018       |
| Park Na-rae                                      | Rena Park                  | Directora de la Academia de Baile de Barra                     | 1                | 1                          | 2018       |
| Lee Jae-yong                                     | M                          | -                                                              | 1                | 1                          | 2018       |
| Ye Ji-won                                        | Ye Ji-won                  | Lectora del Tarot                                              | 1                | 1                          | 2018       |

### Otros personajes
| Nombre         | Puesto                            | No. de Episodios | Episodios donde apareció | Duración |
| -------------- | --------------------------------- | ---------------- | ------------------------ | -------- |
| Jang Mi-ra     | Cantante / Víctima                | 1                | 8                        | 2018     |
| Kim Tae-seong  | Compositor / Víctima              | 1                | 8                        | 2018     |
| Choi U-jong    | Director del Drama                | 1                | 7                        | 2018     |
| Lee Choong-han | Jefe de la Agencia de Producción  | 1                | 7                        | 2018     |
| Kim Beom-su    | Director de la Galería de Arte    | 1                | 6                        | 2018     |
| Mi-jeong       | Novia de Hae-jin                  | 1                | 5                        | 2018     |
| Miss Kim       | Enfermera del Pueblo / Víctima    | 1                | 5                        | 2018     |
| Ji Yoon-ha     | Estudiante / Víctima              | 1                | 4                        | 2018     |
| Park Hyun-sook | Dueña del Edificio                | 1                | 3                        | 2018     |
| Cho Won-joo    | Líder del Club de Lavado de Autos | 1                | 1                        | 2018     |

## Episodios

### Primera temporada
La primera temporada del programa contó con 10 episodios, los cuales fueron emitidos dos cada sabado del 4 de mayo del 2018 al 1 de junio del mismo año a través de Netflix.
| No. | Título                        | Fecha de emisión   |
| --- | ----------------------------- | ------------------ |
| 1   | Forewarned Murder             | 4 de mayo de 2018  |
| 2   | Treasure Island               | 4 de mayo de 2018  |
| 3   | Kwang-soo, a Murderer         | 11 de mayo de 2018 |
| 4   | Messages From the Dead        | 11 de mayo de 2018 |
| 5   | The Last Vampire              | 18 de mayo de 2018 |
| 6   | Battle of the Detectives      | 18 de mayo de 2018 |
| 7   | The Vanished Magician         | 25 de mayo de 2018 |
| 8   | The Mysterious Gentleman      | 25 de mayo de 2018 |
| 9   | Operation: Criminal Transport | 1 de junio de 2018 |
| 10  | The Disappearance of K        | 1 de junio de 2018 |

### Segunda temporada
La segunda temporada del programa también estuvo conformada por 10 episodios, los cuales fueron transmitidos el 8 de noviembre del 2019 a través de Netflix.

### Tercera temporada
La tercera y última temporada del programa estará conformada por 8 episodios, los cuales serán emitidos todos los viernes a partir del 22 de enero del 2021 a través de Netflix.

## Premios y nominaciones
| Año  | Categoría             | Premios                  | Nominado     | Resultado |
| ---- | --------------------- | ------------------------ | ------------ | --------- |
| 2021 | Best Male Entertainer | 57th Baeksang Arts Award | Lee Seung-gi | Ganó      |
| 2019 | Best Variety Show     | 14th Annual Soompi Award | Busted!      | Ganó      |

## Producción
La serie también es conocida como "The Culprit is You" o "Busted! I Know Who You Are!".
La serie será dirigida por Jo Hyo-jin y producida por Hyo-jin, Jang Hyuk-jae y Kim Joo-hyung (quienes han trabajado en importantes y exitosos programas surcoreanos como Running Man, X-Man y Family Outing). Este siendo su primer programa de variedades original de Netflix.
El 21 de septiembre del 2017 se anunció al nuevo programa se unirían Yoo Jae-suk, Lee Kwang-soo, Park Min-young, Sehun, Kim Sejeong, Ahn Jae-wook y Kim Jong-min.
El 30 de mayo del 2018 se anunció que el programa había sido renovado para una segunda temporada, la cual fue estrenada el 8 de noviembre del 2019.
El 8 de noviembre del 2019 se realizó la conferencia de prensa de la segunda temporada del programa.
La 3ª temporada fue grabada en 2019 y su filmación en marzo en 2020, pero su filmación se suspendió por causas de la Pandemia de COVID-19. La tercera temporada fue grabada en abril del 2020, durante la emergencia sanitaria causada por el COVID-19, los episodios fueron reducidos, incluyendo miembros, invitados y celebridades como medida preventiva para evitar cualquier contagio de coronavirus.